# Dover (Île-du-Prince-Édouard)
Pour les articles homonymes, voir Dover.
Dover est une communauté du Canada située dans le comté de Kings, sur l'Île-du-Prince-Édouard, au nord-ouest de Murray River.